# .aq
.aq là tên miền Internet quốc gia dành cho châu Nam Cực. Nó dành cho các tổ chức hoạt động tại châu Nam Cực, và để thúc đẩy sự phát triển của vùng châu Nam Cực cũng như vùng biển phía nam bán cầu. Tên miền này được quản lý bởi 2Day Internet Limited.